# Podocarpus decumbens
Podocarpus decumbens är en barrträdart som beskrevs av Netta Elizabeth Gray. Podocarpus decumbens ingår i släktet Podocarpus och familjen Podocarpaceae. IUCN kategoriserar arten globalt som akut hotad. Inga underarter finns listade i Catalogue of Life.